# Biserica Calvaria din Satu Mare
Biserica Calvaria este o biserică romano-catolică situată în Satu Mare. Biserica este înscrisă în Lista monumentelor istorice din județul Satu Mare sub cod cod LMI SM-II-m-B-05209. Hramul bisericii este Sfânta Inimă a lui Isus.

## Istoric
Prima construcție certă al locului actualei biserici, aflată în imediata apropiere a bastionului nordvestic al cetății pentagonale a Sătmarului, numită colina toboșarilor, a fost capela Calvaria construită în anul 1844 de către episcopul János Hám, după planurile lui Albin Tischler, canonic titular și paroh al comunei Urziceni, spre a servi călugărilor iezuiți. Din cauza solului netasat al dâmbului artificial pe care fusese înălțată, pereții bisericii au început să se fisureze astfel încât, în anul 1908, a devenit necesară reconstruirea clădirii.
Reconstrucția a fost realizată în anii 1908 și 1909.
Cel mai vechi clopot al bisericii a fost turnat la Sopron în anul 1908, iar celălalt la Uzinele Rieger din Sibiu, în anul 1929.
În luna iulie 1949 autoritățile comuniste au dispus desființarea tuturor ordinelor călugărești și confiscarea respectiv naționalizarea tuturor mănăstirilor și bunurilor acestora. Cu această ocazie iezuiții au fost obligați să părăsească casa din Satu Mare. În perioada următoare dizolvării ordinului iezuit, administrarea bisericii Calvaria a fost preluată de parohia catedralei.
Ca urmare a creșterii numerice semnificative a membrilor comunităților română și germană, episcopul Eugen Schönberger a înființat în toamna anului 2003 două parohii personale, română și germană. Astfel, administrarea bisericii și a bunurilor ei a trecut din jurisdicția parohiei Catedrală în cea a parohiilor personale.

## Renovarea
Biserica Calvaria se află în renovare în cadrul proiectului intitulat „Restaurarea și valorificarea durabilă a bisericii romano-catolice Calvaria”, co-finanțat prin Programul Operațional Regional 2007-2013, Axa Prioritară 5 "Dezvoltarea durabila si promovarea turismului", Domeniul major de intervenție 5.1:"Restaurarea și valorificarea durabilă a patrimoniului cultural, crearea și modernizarea infrastructurilor conexe". În acest scop Agenția pentru Dezvoltare Regională Nord-Vest a alocat 6,5 milioane de lei.